# Verhoven
Verhoven is een buurtschap in de gemeente Gilze en Rijen in de Nederlandse provincie Noord-Brabant. Het ligt anno 2013 op een kleine kilometer van de bebouwing van Gilze, iets ten noordwesten van het dorp. Iets zuidelijker ligt de buurtschap Biestraat, aan de gelijknamige straat. De doorgaande wegen in Verhoven zijn de Bavelseweg naar Bavel en Breda en Klein Zwitserland, met een viaduct over de iets noordelijker gelegen A58 en langs vliegbasis Gilze-Rijen en het aangrenzende natuurgebied Klein Zwitserland, beide aan de overkant van de snelweg. Tilburg, de dichtstbij gelegen grote stad, is bereikbaar via Gilze.
Dorpen: Gilze · Hulten · Molenschot · Rijen

Buurtschappen: Biestraat · Bolberg · Hooge Aard · Horst · Langereit · Nerhoven · Raakeind · Verhoven · Vossenberg · Weilerseind

Noord-Brabant: Steden en dorpen      Nederland: Provincies · Gemeenten